# Processus spontané
Pour les articles homonymes, voir Spontané.
Un processus spontané est une évolution temporelle d'un système dans laquelle il perd de l'enthalpie libre (souvent sous forme de chaleur) et rejoint un état thermodynamiquement plus stable, en parcourant un chemin sur sa surface d'énergie potentielle. La convention de signe des modifications de l'énergie libre suit la convention générale des mesures thermodynamiques, dans lesquelles une libération d'énergie libre depuis le système correspond à une variation négative de l'énergie libre du système, mais une variation positive pour son environnement.
Un processus spontané se produit dans une direction (qui peut être contrainte dans le système) sans nécessiter d'apport externe d'énergie. Ce terme est utilisé pour désigner les processus macroscopiques dans lesquels l'entropie croît, comme la diffusion de fumée dans une pièce, la fonte de glace dans de l'eau tiède ou l'oxydation du fer. Les lois de la thermodynamique régissent le processus spontané, faisant qu'un nombre suffisamment important d'interactions individuelles (comme les collisions atomiques) se produisent pour conduire dans le sens d'une entropie croissante (l'entropie étant une grandeur statistique).

## Énergie libre de Gibbs
La spontanéité d'un processus peut être déterminée par l'étude de la fonction d'énergie libre G qui y est associée, ou plus précisément, de son évolution entre deux états. Cette fonction s'exprime pour un système comme :

{\displaystyle G=U+PV-TS\,}
où U est l'énergie interne du système dans un état thermodynamique donné (à l'équilibre), P sa pression, V son volume, T sa température et S l'entropie. Si l'on traite d'une évolution du système entre deux états A et B à l'équilibre à température et à pression constantes, la relation s'écrit par différentiation (A étant pris comme état initial, B état de destination) :
{\displaystyle \Delta G=\Delta H-T\Delta S\,}
Le signe de ΔG y dépend des différences d'enthalpie (ΔH, avec H=U+PV) et d'entropie (ΔS), ainsi que de la température absolue. Le signe de ΔG est modifié lorsque T = ΔH/ΔS. Ainsi, hors de toute considération cinétique :
- si ΔG< 0, le processus mène le système vers l'état B.
- si ΔG> 0, le processus favorise l'état A.
- si ΔG= 0, le système est à l'équilibre.

Les signes des termes internes, ΔS et ΔH, peut indiquer un contexte dans lequel le processus peut ou non se produire. Si ces termes sont de signes opposés, alors la variation de T ne modifiera pas le sens du processus. Dans le cas où ces signes sont tous deux positifs, le processus est spontané de A vers B à haute température, où l'exothermicité ne joue pas un rôle important. S'ils sont tous les deux négatifs, le processus est spontané de A vers B à basse température, où l'exothermicité est importante.

## Processus spontané et deuxième principe de la thermodynamique
Le deuxième principe de la thermodynamique stipule que pour tout processus spontané, la variation totale de l'entropie du système, ΔS, doit être positive ou nulle. Ceci semble contredire le fait que certains processus conduisent à une décroissance de l'entropie. En réalité, ces processus ne dérogent pas à ce principe puisqu'ils doivent produire une variation enthalpique négative assez importante (souvent sous forme de chaleur) qui perturbe le voisinage du système étudié (en fait un sous-système) avec un accroissement d'entropie suffisamment important pour que la variation globale de l'entropie du système soit positive. Par exemple, dans le cas d'un dégagement de chaleur (réaction chimique exothermique, etc.), le ΔS du voisinage est assez important car l'exothermicité du processus sur-compense le ΔS négatif du (sous-)système, et donc si l'on considère ΔS = ΔSvoisinage + ΔSsystème est positif.
Une autre façon de présenter la chose est que le second principe indique que l'entropie d'un système fermé doit croître (ou rester constante). Une enthalpie négative indique que de l'énergie va être libérée dans le voisinage, ce qui implique que le système fermé comprend également ce voisinage. Cela revient à dire, comme ci-dessus, que ΔS = ΔSvoisinage + ΔSsystème est positif, en accord avec le second principe de la thermodynamique.

## Cinétique
Le fait qu'un processus puisse être qualifié de spontané ne signifie pas que le processus se déroule à vitesse importante. L'exemple de la réaction de dégradation du diamant en graphite. Bien que cette réaction soit thermodynamiquement favorisée et constitue donc un processus spontané, la cinétique de réaction est extrêmement lente et cette dernière prend donc quelques millions d'années. Le taux de réaction est indépendant de sa spontanéité, et dépend essentiellement de la cinétique chimique de la réaction. Dans le cadre des réactions chimiques, chaque réactif a tendance à former le produit correspondant. Cette tendance est liée à la stabilité thermodynamique. Cette stabilité est accrue pour une substance si cette dernière est dans un état d'énergie minimale ou dans son état le plus aléatoire. Une seule de ces possibilités peut s'appliquer à la fois. La solidification de l'eau en glace est ainsi un processus spontané car la glace est plus stable, car plus bas en énergie. Cependant, la liquéfaction de la glace est aussi spontanée car l'eau liquide est plus aléatoire (moins structurée) que l'état solide.